# First Abu Dhabi Bank
First Abu Dhabi Bank — крупнейший банк Объединённых Арабских Эмиратов, образовавшийся в апреле 2017 года слиянием First Gulf Bank и National Bank of Abu Dhabi. В списке крупнейших публичных компаний мира Forbes Global 2000 за 2021 год занял 315-е место (в том числе 163-е по активам, 244-е по чистой прибыли и 409-е по рыночной капитализации).
National Bank of Abu Dhabi (Национальный банк Абу-Даби) был основан в 1968 году, а First Gulf Bank (Первый банк Персидского залива) — в 1979 году. Соглашение о слиянии First Gulf Bank и National Bank of Abu Dhabi было достигнуто в середине 2016 года, в декабре оно было одобрено всеобщими собраниями акционеров и завершено в апреле 2017 года.
Крупнейшим акционером является государственная инвестиционная компания страны Mubadala Investment Company (37 %), 15,3 % акций принадлежит правящей династии Абу-Даби.
Сеть банка состоит из 73 отделений и 499 банкоматов. Активы банка на конец 2020 года составили 919 млрд дирхам ($250 млрд), из них 387 млрд пришлось на выданные кредиты, 228 млрд на наличные и балансы в центральных банках, 132 млрд на инвестиции (в том числе на 68 млрд гособлигаций). Принятые депозиты составили 541 млрд дирхам.